# Franz-Xaver Zeller
Franz-Xaver Zeller (* 12. Juli 1989 in Huglfing, Oberbayern) ist ein deutscher Schauspieler im  Bereich Theater und Film.

## Biografie
Franz-Xaver Zeller absolvierte 2013–2016 seine Ausbildung an der Schauspielschule Zerboni in München. Bereits im ersten Ausbildungsjahr stand er für die bayerische Fernsehreihe Weißblaue Geschichten vor der Kamera.
Daraufhin folgten weitere Engagements, darunter Monaco 110 und Um Himmels Willen. 2013 und 2014 wirkte er im Pathos Transport Theater in den Produktionen White Men down sowie 5 Wochen unendlicher Spaß mit. 2015 gewann er den MAX-Theaterpreis beim „Treffen der Münchner privaten Schauspielschulen“. Im Sommer 2016 stand er als Joseph Schreck in einer Inszenierung des Räuber Kneißl für den Kultursommer Garmisch-Partenkirchen auf der Bühne. Es folgten ein Engagement im Kultformat des Bayerischen Rundfunks, Der Komödienstadel, eine Rolle in Leander Haußmanns Buchverfilmung Das Pubertier sowie diverse Theateranstellungen für das Jahr 2017. Zudem hat er seit Februar 2020 regelmäßige Auftritte bei Grünwalds Freitagscomedy.

## Filmografie (Auswahl)
- 2014: Weißblaue Geschichten / Regie: Karsten Wichniarz
- 2015: Monaco 110 / Regie: Carsten Meyer-Grohbrügge
- 2016: Um Himmels Willen / Regie: Dennis Satin
- 2016: Biermozart (HFF-Kinokurzfilm) / Regie: Josef Zeller
- 2016: Der Komödienstadel / Regie: Karl Absenger, Thomas Kornmayer
- 2016: Hubert und Staller (Fernsehserie)
- 2017: Das Pubertier – Der Film
- 2019, 2021, 2024: Die Rosenheim-Cops (Fernsehserie, Folgen: Ein Vater kommt selten allein, Mörderische Gesellschaft, Krieg der Sterne, Mord unter Mietern)
- 2019–2020: Sturm der Liebe (Fernsehserie)
- 2019: Kommissarin Lucas – Tote Erde (Fernsehreihe)
- 2020: Frühling – Spuren der Vergangenheit
- 2020: Frühling – Keine Angst vorm Leben (Fernsehreihe)
- 2021: Kaiserschmarrndrama
- 2022: München Mord: Dolce Vita (Fernsehreihe)
- 2022: Familienerbe (Fernsehfilm)
- 2022: Ella Schön: Das Glück der Erde (Fernsehreihe)
- 2022: Riesending – Jede Stunde zählt (Fernsehfilm)
- 2022: Frühling – Eine Handvoll Zeit (Fernsehreihe)
- 2023: Daheim in den Bergen – Die Zweitgeborenen (Fernsehreihe)
- 2023: Zimmer mit Stall – Das Blaue vom Himmel (Fernsehreihe)
- 2023: Neue Geschichten vom Pumuckl (Fernsehserie)
- 2025: Watzmann ermittelt (Fernsehserie, Folge Moderne Zeiten)
- 2025: Rosenthal (Fernsehfilm)

## Theater (Auswahl)
- 2013: White Men Down / Regie: Ulf Goerke
- 2014: 5 Wochen unendlicher Spaß / Regie: Ulf Goerke
- 2015: King Lear / Regie: Ercan Karacayli
- 2015: Staying alive / Regie: Ercan Karacayli
- 2016: Räuber Kneissl / Regie: Angela Hundsdorfer
- 2016: Der Komödienstadel / Regie: Karl Absenger, Thomas Kornmayer
- 2017: Volksfest(Heiliger Krieg) / Regie: Nik Mayr
- 2017: Wasserstoffbrennen / Regie: René Oltmanns
- 2017: Eine Woche voller Samstage / Regie: Sandra Lava
- 2017: Lausbubengeschichten / Regie: Florian Battermann

## Auszeichnungen
- MAX-Theaterpreis 2015